# Jundiaí
Jundiaí es un municipio brasileño del estado de São Paulo. Se localiza en la latitud 23º11'11" sur y en la longitud 46º53'03" oeste, a una altitud de 761 metros sobre el nivel del mar. Separada a unos 50 km de la capital del Estado. Su población estimada en 2010 era de 500 251 habitantes. Posee un área de 431,9 km².

## Evolución económica y poblacional
Gracias a la constante búsqueda de mejores condiciones de vida y de empleo por parte de los habitantes de São Paulo, Jundiaí viene presentando un alto crecimiento poblacional. Considerada una región próspera, Jundiaí ocupa el octavo lugar en el PIB del estado, además de ser una de las principales ciudades brasileñas. 
Está enclavada entre la Región Metropolitana de São Paulo y la Región Metropolitana de Campinas. La aglomeración urbana de Jundiaí está compuesta por los municipios de Cabreúva, Campo Limpo Paulista, Itupeva, Jarinu, Jundiaí, Louveira y Várzea Paulista, y tiene alrededor de 605 000 habitantes. 
Regiones bien próximas a Jundiaí están consideradas entre las más grandes del estado, son ellas: São Paulo, Campinas, Sorocaba, São José dos Campos y Santos, poblaciones que juntas a Jundiaí sobrepasan los 29 000 000 de habitantes, más del 80% de la población de todo el estado.
Según órganos de investigación de Brasil, notando el rápido e importante crecimiento habitacional de Jundiaí y región y gracias a la fuerte influencia de las ciudades citadas arriba, entre los años 2020 y 2025, Jundiaí constituirá una metrópolis estatal, sobrepasando al 1 000 000 de hab. sólo en la ciudad, con otro 1 000 000 de hab. en toda la región, destacándose por la buena calidad de vida que la ciudad ofrece.
Como toda ciudad de gran porte, a pesar de los aspectos positivos, Jundiaí presenta índices negativos como violencia, problemas en el sector salud y tránsito que vienen creciendo drásticamente. La ciudad ha venido sufriendo cambios sustanciales con obras de construcción como el aeropuerto, avenidas y carreteras, terminales de ómnibus, etc.
La Serra do Japi, situada al sudeste de la ciudad, es una gran reserva ambiental, con una de las mayores áreas forestales intactas en el Estado de São Paulo.
Es también conocida como la Tierra de la Uva debido a su tradición en el cultivo de esta fruta, implantada en la ciudad principalmente por la inmigración italiana.
Su principal río es el Jundiaí, que se favorece con nuevas políticas de limpieza y drenaje por parte del ayuntamiento. 
La CPTM o Compañía Paulista de Trenes Metropolitanos transporta diariamente cerca de 300 mil personas en la línea A Jundiaí - Estación de la Luz.
El municipio posee una flota superior a los 200 000 vehículos.

## Historia
La inauguración de una capilla dedicada a Nuestra Señora del destierro, en el año de 1651, marcó el inicio del reconocimiento del poblado de Jundiaí, elevada a la categoría de villa cuatro años más tarde.
En 1655 Jundiaí marcaba el límite norte del poblamiento de la capitanía de São Vicente. Este poblamiento estaba demarcado en dos rumbos principales: uno con Jundiaí hacia el este, cubriendo la zona montañosa bañada por el río Atibaia, y otro desde Jundiaí hacia el norte, alcanzando el valle del río Mojiguaçu. En el primer caso, surgió la fundación del poblado de Atibaia en la Hacienda de São João por Jerônimo de Camargo, justo donde se establecieron en 1655 los indios traídos del sertón por el padre Mateus Nunes de Siqueira, poblado que pasó a ser capilla en 1680. Y, cerca de 1676, la población de Nazaré. Luego del descubrimiento de las minas de Goiás en el siglo XVIII se definió el trazado del «camino de los Guaiazes», partiendo de Jundiaí y atravesando los poblados de Mojimirim y Mojiguaçu, con rumbo al noroeste por áreas que más tarde formarían el sur de Minas Gerais.
El 28 de marzo de 1865, Jundiaí fue elevada a la categoría de ciudad.
El aniversario de la ciudad es conmemorado el 14 de diciembre, fecha en que fue elevada a la categoría de villa. En 2005 fue aprobada una enmienda que decretó feriado municipal este día, conmemorándose a partir de 2006.
En las décadas siguientes, la ciudad se convirtió en un área estratégica de cruces ferroviarios, lo que posibilitó la inmigración de ingleses, españoles e italianos, motivados por incentivos gubernamentales, que trataban de sustituir la mano de obra esclava.
En las últimas décadas del siglo XIX, Jundiaí se destaca como importante centro productor de café y a partir de 1890 la ciudad recibe una gran masa de inmigrantes italianos, cuya influencia termina marcando la vida en la ciudad.
En la primera mitad del siglo XX, Jundiaí descubre su vocación industrial, lo que mantiene hasta hoy, pues la ciudad posee uno de los mayores parques industriales de América Latina.
Jundiai se destaca además en el desarrollo de las áreas cultural, educacional, tecnológica y ambiental.
La industria del ocio está incrementando la economía de la ciudad, con la instalación de parques temáticos que atraen turistas y generan empleos.

## Geografía

### Demografía
Datos del Censo - 2000
Población total: 323.397
- Urbana: 300.207
- Rural: 23.190

- Hombres: 158.591
- Mujeres: 164.806

Densidad demográfica (hab./km²): 748,78
Mortalidad infantil hasta 1 año (por mil): 11,19
Esperanza de vida (años): 73,94
Tasa de fecundidad (hijos por mujer): 1,96
Tasa de Alfabetización: 94,99%
(Fuente: IPEADATA)

### Límites políticos
La ciudad limita con los siguientes municipios;
- Várzea Paulista;
- Campo Limpo Paulista;
- Franco da Rocha;
- Cajamar;
- Pirapora do Bom Jesus;
- Cabreúva;
- Itupeva;
- Louveira;
- Vinhedo;
- Itatiba;
- Jarinu.

### Hidrografía
- río Jundiaí

### Transporte
- Aeropuerto de Jundiaí (asfaltado)
- El municipio de sirve de la línea A de la Compañía Paulista de Trenes Metropolitanos.
- SITU Sistema Integraddo De Transporte Urbano.

### Autopistas
- SP-300
- SP-330
- SP-332
- SP-348
- SP-360

## Ciudades hermanadas
Jundiaí mantiene un hermanamiento de ciudades con:
- Iwakuni, Yamaguchi, Japón.
- La Habana, Cuba.
- Padua, Véneto, Italia.
- Tai'an, Jiangsu, China.
- Trenton, Nueva Jersey, Estados Unidos.